# 關際泰
關際泰（1739年—1782年），初名清，改名際泰，河南省汝寧府光山縣人，乾隆丁酉（1777年）舉人，辛丑（1778年）貢士，未殿試而歸，乾隆四十七年（1782年）正月卒於家，年四十四歲。